# 르 엔터테인먼트
르 엔터테인먼트(영어: rrr ENTERTAINMENT)는 대한민국의 연예기획사이다. 2020년 2월 10일 설립되었으며, 2020년 2월 10일 회사 설립을 공식 발표했다. 원더걸스 출신 유빈이 직접 설립하였다.

## 현재 소속 연예인
- 유빈
- 소이에

## 과거 소속 연예인
- 혜림
- 신민철
- 이세
- 김현치
- 박주연
- 박시연
- 서지안

## 디스코그래피
- 2020년 5월 21일 유빈 - [Digital Single] 넵넵 (ME TIME)
- 2021년 1월 13일 유빈 - [Digital Single] 향수 (PERFUME)
- 2022년 7월 16일 소이에 - [Digital Single] XNFP (Feat.JUNE)